# نروت
نروت (به آلمانی: Neroth) یک شهر در آلمان است که در فولکانایفل واقع شده‌است. نروت ۸۹۹ نفر جمعیت دارد.